# عين طيبة
عين طيبة أو عين الطيبة هي ينبوع مائي ببلدة العوّامية، في محافظة القطيف، شرق المملكة العربية السعودية. يعود تاريخ العين لآلاف السنين، وقد كانت مضرب المثل في مياهها وقوة دفقها. تعتبر عين الطيبة من أكبر العيون في محافظة القطيف مساحة وتدفقاً للمياه، حيث يصل طول فوّهة العين إلى 20 متراً وهي من أواخر العيون التي نضب ماؤها، فيما لا تزال تحافظ على شكلها الطبيعي الذي صمد حتى بعد نضوب الماء؛ حيث يشكل تنور العين تجويفاً عميقاً يفوق 10 أمتار.

## الجغرافيا

### الموقع
تقع عين طيبة بحي الريف وسط مزارع وبساتين شمال العوّامية، وشمال محافظة القطيف، بالمنطقة الشرقية للمملكة العربية السعودية.

## التطويرات والتحسينات
- فبراير، 2013م: أكد رئيس مجلس محافظة القطيف المهندس عباس الشماسي رفع المشروع الاستثماري التاريخي الخاص بعين الطيبة ضمن المشاريع المقترحة للاعتماد ضمن ميزانية عام 1435/1436هـ وأن المشروع الذي رُفع إلى هيئة السياحة والآثار (الهيئة العامة للسياحة والتراث الوطني حاليا) تمت الموافقة عليه من أطراف عدة، لكنه ينتظر الاعتماد.[1][2] والمقترح في ذلك هو حفر بئر ماء بالقرب من العين وجعل مياهها تصب في العين التاريخية، وهي فكرة مستوحاة من عين عذاري في البحرين التي تعمل وأعيد أحياؤها.[1][2][5]
- أغسطس، 2015م: أكد شرف السعيدي رئيس المجلس البلدي في محافظة القطيف أن قضية عين الطيبة لم تتحرك منذ نحو أربعة أعوام من قرار المجلس والمخاطبات المهمة بين المجلس والبلدية، وتحولت العين إلى مكب للنفايات وتجمع القاذورات بعد أن أهملت، وباتت تشكل خطراً على الأهالي؛ حيث أن بعض أجزائها آيل للسقوط.[3] ذكر شرف السعيدي رئيس المجلس البلدي: «إن قرار المجلس البلدي صدر في دورته الأولى برقم 168 بتاريخ 17 رجب، 1432هـ القاضي بإنشاء حديقة مسطحات مائية في عين الطيبة بالعوامية، ولحق القرار خطاب في 11 شعبان، 1435هـ وخطاب في 17 شوّال، 1435هـ، وأضاف أن» بعد سبعة أشهر من آخر خطاب ردت البلدية بتاريخ 24 صفر، 1436هـ بأنها اتخذت الإجراءات اللازمة بشأن عائدية الأرض ودراسة مدى الفائدة من تطويرها، ثم تم متابعة تنفيذ القرار بتاريخ 2 ربيع الأول، 1436هـ وخطاب بتاريخ 12 ربيع الثاني، 1436هـ وكذلك بتاريخ 16 جمادى الآخر، 1436هـ، بعدها وردنا رد من البلدية بدراسة مدى الفائدة من تطويرها، وأخذ مرئيات هيئة السياحة والآثار، بعدها اتخذ المجلس توصية في اجتماعه رقم 56 تاريخ 21 رجب، 1436هـ بضرورة قيام البلدية بمخاطبة هيئة السياحة والآثار لمعرفة مرئياتهم حيال مشروع تطوير عين الطيبة، وكذلك الطلب من البلدية بالرفع لإدارة التخطيط العمراني في أمانة المنطقة الشرقية بطلب الموافقة على تخصيص الموقع لإنشاء حديقة مائية بعين الطيبة بالعوامية مشيراً إلى أن قرار المجلس مجموعة المخاطبات مع البلدية مضى عليها نحو أربعة أعوام لم تنفذه البلدية، ولم تبادر في تنفيذه.[5][3]

## وصلات خارجية
- مقطع لعين طيبة قديماً وحديثاً على اليوتيوب.
- عين طيبة عام 1985م على اليوتيوب.